# (8171) Stauffenberg
(8171) Stauffenberg (1991 RV3) – planetoida z pasa głównego asteroid okrążająca Słońce w ciągu 5,36 lat w średniej odległości 3,06 au. Odkryta 5 września 1991 roku. Nazwana na cześć Stauffenberga.